# Jan Šípek
Div. gen. Jan Šípek (6. července 1886 Kolín – 17. února 1953 Věznice Valdice) byl československý legionář, generál, odbojář z období druhé světové války a oběť komunistické perzekuce.

## Život

### Před první světovou válkou
Jan Šípek se narodil 6. července 1886 v Kolíně. Zde mezi lety 1897 a 1905 vystudoval kolínské reálné gymnázium, následně do roku 1911 studoval na Právnické fakultě Univerzity Karlovy. Během studií absolvoval v letech 1907 a 1908 prezenční vojenskou službu v Jižním Tyrolsku a to včetně školy pro důstojníky v záloze. Byl členem Národní strany svobodomyslné.

### První světová válka
Po vypuknutí první světové války byl Jan Šípek opět povolán do c. a k. armády a odeslán na ruskou frontu. Působil na funkci velitele čety, v září 1914 byl u Lvova raněn. Po vyléčení sloužil do ledna 1915 u náhradního praporu mimo vlastní boje, po návratu na frontu opět velel četě, od února 1915 pak rotě. V červnu 1915 padl v hodnosti poručíka do zajetí a rok strávil v zajateckém táboře v Jekatěrinburgu. V červnu 1916 podal přihlášku do československých legií, kam byl v srpnu téhož roku přijat, poté sloužil u záložního praporu v Kyjevě. V Borispolu absolvoval důstojnický kurz, v březnu 1917 se stal velitelem spojovacího oddílu. Zúčastnil se bitvy u Zborova, v srpnu 1917 se stal pobočníkem velitele pluku. Od dubna 1918 působil u Odbočky Československé národní rady v Rusku. Jako její delegát byl vyslán do Rumunska, po návratu byl zatčen sovětskými orgány. Po propuštění opustil počátkem listopadu 1918 Rusko, následně působil jako vojenský zmocněnec při československém velvyslanectví ve Washingtonu, do Československa se vrátil v květnu 1919 v hodnosti majora.

### Mezi světovými válkami
Po návratu do Československa působil Jan Šípek do září 1919 jako pobočník prezidenta Tomáše Garrigua Masaryka, poté jako šéf vojenského prezídia Zemského vojenského velitelství v Brně pro Moravu a Slezsko, od října 1920 tamtéž jako náčelník štábu. Mezi lety 1923 a 1925 studoval na Vysoké škole válečné v Paříži. Od ledna 1927 byl velitelem brněnského pěšího pluku 10, od prosince téhož roku velitelem 17. pěší brigády v Bratislavě. V únoru 1929 byl povýšen do hodnosti brigádního generála. Od listopadu 1931 velel 6. pěší brigádě v Mladé Boleslavi, od roku 1933 11. divizi v Košicích a od září 1936 2. divizi v Plzni. V listopadu 1937 nastoupil na post zástupce velitele I. sboru v Praze, v lednu 1938 byl povýšen do hodnosti divizního generála. Během Všeobecné mobilizace v roce 1938 velel mobilizovanému I. sboru.

### Druhá světová válka
Po německé okupaci v březnu 1939 a zrušení Československé armády byl Jan Šípek oficiálně k 1. lednu 1940 přeložen do výslužby. Vstoupil do protinacistického odboje v řadách Obrany národa a Národního obranného svazu, kde zastával funkci vojenského velitele skupiny. Za svou činnost byl v dubnu 1942 zatčen gestapem a až do konce druhé světové války vězněn v Koncentračním táboře Terezín.

### Po druhé světové válce
Po skončení druhé světové války se Jan Šípek vrátil do armádní služby, kdy se stal zástupcem velitele 2. oblasti v Táboře, jejím velitelem pak od února 1946. V této funkci již strávil pouhý měsíc, v březnu 1946 odešel na zdravotní dovolenou a k 1. dubnu 1947 byl ze zdravotních důvodů přeložen do výslužby, poté žil v Praze. V březnu 1949 byl pro údajnou přípravu úkladů proti republice zatčen, měsíc vězněn a poté propuštěn. V červnu téhož roku byl ale zatčen znovu a odsouzen na osm let vězení. Vězněn byl na Borech, od roku 1952 ve Valdicích. Zde dne 17. února 1953 zemřel.

## Vyznamenání
- 1917 Řád sv. Anny (Rusko) IV. třídy
- 1917 Řád sv. Jiří (Rusko) IV. třídy
- 1918 Řád sv. Vladimíra IV. třídy se stuhou a meči
- 1920 Československý válečný kříž 1914–1918
- 1920 Československá revoluční medaile
- 1921 Československá medaile Vítězství
- 1923 Řád čestné legie V. třída
- 1946 Československý válečný kříž 1939
- 1946 Československá medaile za zásluhy II. stupně